# Lasionycta alpicola
Lasionycta alpicola es una especie de mariposa nocturna de la familia Noctuidae. Vive en las montañas del sur de Siberia.